# Lakshmi Narayan
Pogledajte također „Vaikuntha Kamalaja”.
Lakshmi Narayan (sanskrt लक्ष्मी-नारायण, Lakṣmīnārāyaṇa; Laxminarayana) motiv je u hinduističkoj umjetnosti, prikaz boga Višnua i božice Lakšmi. Višnu je jedan od trojice najvažnijih bogova u hinduizmu te je poznat i kao Narayan(a). Lakšmi je njegova žena i shakti, moć stvaranja, a predstavlja oličenje sreće i ljubavi. Bog i božica se smatraju vrhovnim bićima u sekti zvanoj vaišnavizam. 
Višnu je obično prikazan kao muškarac plave kože. Drugi popularni oblik motiva je onaj u kojem je Lakšmi prikazana kako poslužuje svog supruga, dok on leži na golemoj zmiji Sheshi, koja pluta na oceanu Kshīrsagāru.

## Swaminarayan Sampraday
Sektu Swaminarayan Sampraday osnovao je Swaminarayan, koji je bio štovatelj Višnua. Pripadnici sekte nazivaju motiv Laxminarayan Dev. Tekst Shikshapatri poistovjećuje Krišnu s Višnuom te Krišninu kraljicu Rukmini s Lakšmi. Osnivač sekte podigao je kipove Višnua i Lakšmi u hramu u Vadtalu.